# Saori Takarada
Saori Takarada (født 27. december 1999) er en japansk fodboldspiller. Hun er medlem af Japans kvindefodboldlandshold.

## Landsholdskarriere
Den 10. juni 2019 fik hun debut på det japanske landshold, i en kamp mod Argentina. Hun har spillet 3 landskampe for Japan.